# 薩拉曼卡 (智利)
薩拉曼卡（西班牙語：Salamanca）是智利的城鎮，位於該國中部喬阿帕河北岸，由科金博大區負責管轄，距離聖地亞哥－德智利316公里，面積3,445平方公里，2002年人口24,494，人口密度每平方公里7.1人。

## 历史
萨拉曼卡城始建于1844年11月29日，由伊亞佩爾华塞巴洛斯的代省长，由圣地亚哥医院的董事会决议案，在庄园喬阿帕的理由，在由慈善机构所拥有的时间。该庄园由马蒂尔德萨拉曼卡，其财产遗嘱性质的处置成为最初经管堂（1820），然后由最高法院导演贝尔纳多·奥希金斯的法令，日期为1821年9月1日，捐给慈善机构所拥有公众。它位于河喬阿帕北岸，毗邻这就形成了“提交喬阿帕”的一部分，站在现在被称为茶陵阿的地方古印度座位。由1897萨拉曼卡已经有2,000个居民，而367 茶陵阿记录的日期，这被描述为一个小村庄，其设备包括48块由笔直的街道分割文件“正规的宽度。”教会已经有了，电报局和民事登记和本市的座位超过在佩拉利洛，塞罗奇科和萨拉曼卡细分管辖构成。

## 画廊

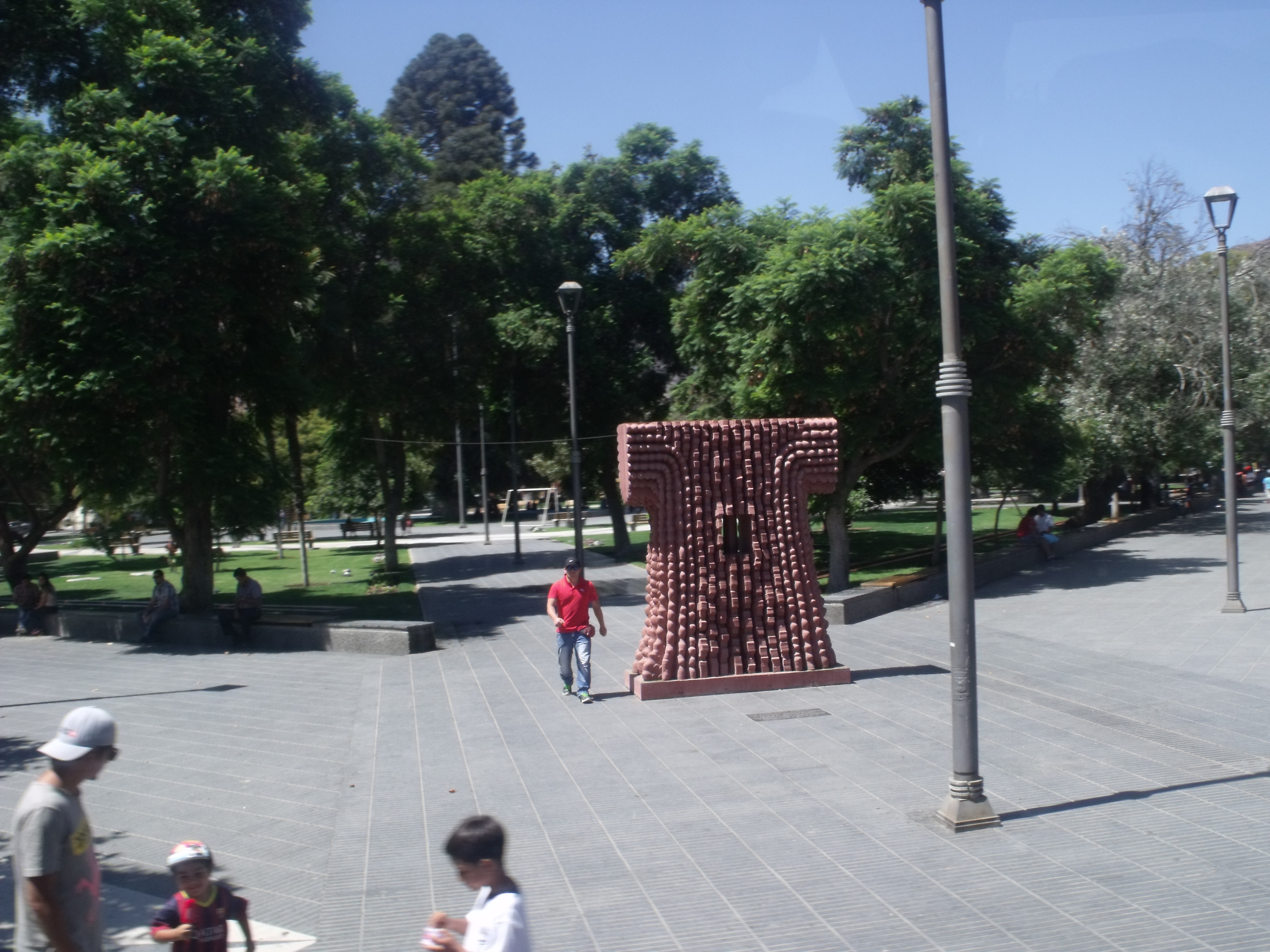
广场阿吉雷
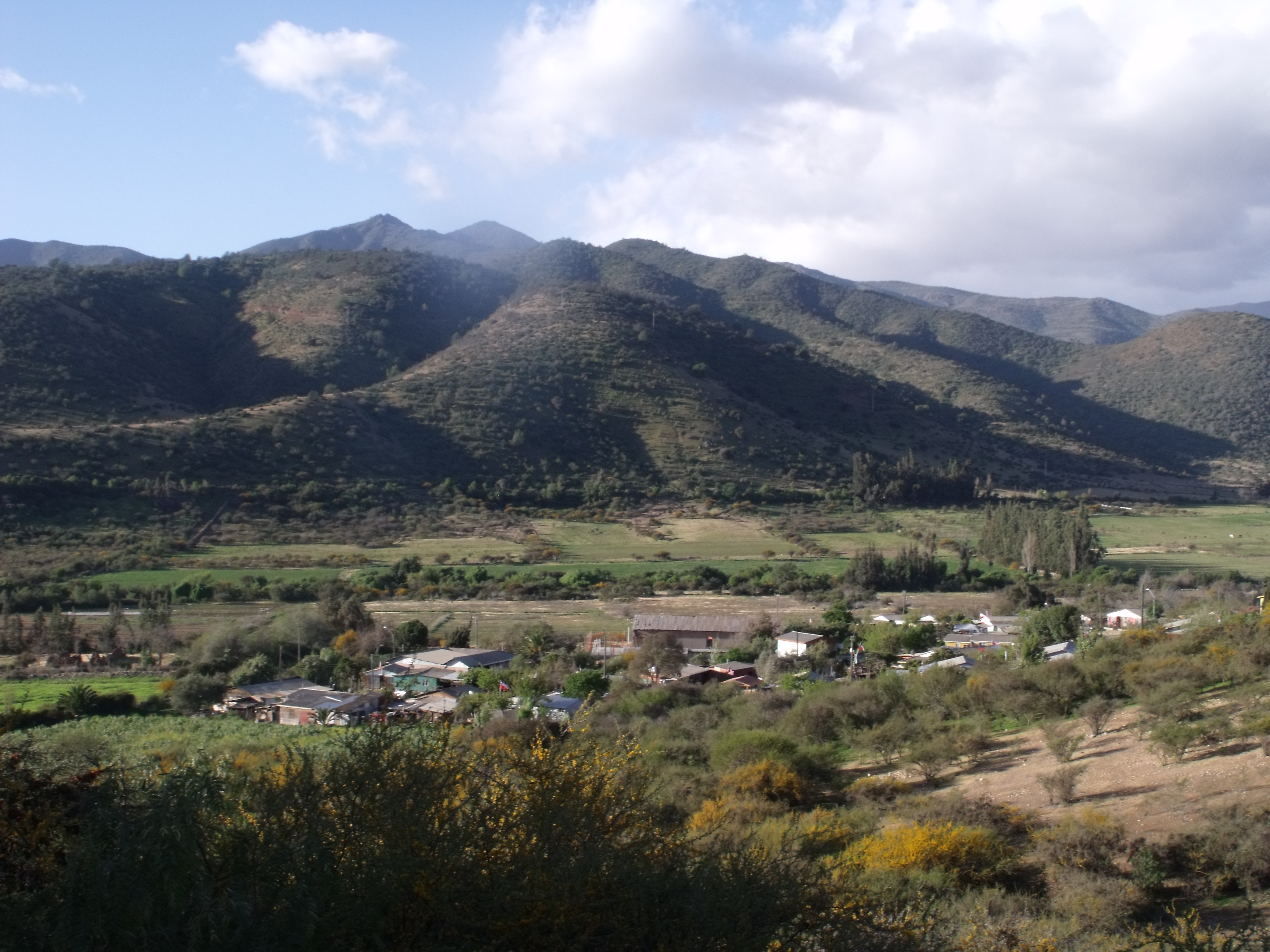
楚奇尼村（Chuchiñi）

## 外部連結
}
- （西班牙文） Municipality of Salamanca

1. ↑  （西班牙文） .   [13 November 2010]. （原始内容存档于2002-03-05）.
2. 1 2 3  （西班牙文） .   [13 November 2010]. （原始内容存档于2019-01-06）.